# Туриково (деревня)
Туриково — деревня в Белозерском районе Вологодской области.
Входит в состав Глушковского сельского поселения, с точки зрения административно-территориального деления — в Глушковский сельсовет.
Расположена на берегу озера Туриково. Расстояние по автодороге до районного центра Белозерска составляет 12 км, до центра муниципального образования деревни Глушково — 5 км. Ближайшие населённые пункты — Рыхлянда, Садовая, Шейкино.
Население по данным переписи 2002 года — 7 человек.